# Julie Garfield
Julie Garfield (Los Angeles, 10 gennaio 1946) è un'attrice statunitense.
Figlia dell'attore John Garfield e Roberta Seidman, ha iniziato la sua carriera nel 1969 ed ha preso parte anche nel film Quei bravi ragazzi in cui recita nella parte della moglie di Robert De Niro.
Nel 1997 interruppe la carriera ma dal 2013 ha ripreso la sua attività.

## Filmografia parziale
- John e Mary (John and Mary), regia di Peter Yates (1969)
- Il rivoluzionario (The Revolutionary), regia di Paul Williams (1970)
- Love Story, regia di Arthur Hiller (1970)
- Il prestanome (The Front), regia di Martin Ritt (1976)
- Nel silenzio della notte (The Nativity), regia di Bernard L. Kowalski (1978) - Film TV
- Ishtar, regia di Elaine May (1987)
- Ci penseremo domani (See You in the Morning), regia di Alan J. Pakula (1989)
- Lettere d'amore (Stanley & Iris), regia di Martin Ritt (1990)
- Quei bravi ragazzi (Goodfellas), regia di Martin Scorsese (1990)
- Uomini d'onore (Men of Respect), regia di William Reilly (1990)
- L'ombra del testimone (Mortal Thoughts), regia di Alan Rudolph (1991)